# 2076
Rok 2076 (MMLXXVI) gregoriánského kalendáře začne ve středu 1. ledna a skončí ve čtvrtek 31. prosince.

## Předpokládané a naplánované události
- 1. dubna – 100. výročí založení společnosti Apple
- 4. července – 300. výročí vzniku USA
- 3. prosince – 100. výročí premiéry filmu Rocky